# 緑が丘 (目黒区)
緑が丘（みどりがおか）は、東京都目黒区の地名。現行行政地名は緑が丘一丁目から緑が丘三丁目。住居表示実施済区域。郵便番号は152-0034（集配局 : 目黒郵便局）。

## 地理
目黒区南部に位置する。西部で自由が丘、北西部で中根、北の交差点上の一点で平町、東部で大岡山、南部で世田谷区奥沢と大田区石川町に接する。

### 地価
住宅地の地価は、2025年（令和7年）1月1日の公示地価によれば、緑が丘3-5-15の地点で85万1000円/m2となっている。

## 歴史
1932年（昭和7年）に町名として起立。元は荏原郡碑衾村の一部（大字衾字谷上台・字谷畑東・字谷畑中）。

### 地名の由来
緑の木立が多い高台ということに由来する。瑞祥地名。

### 町名の変遷
| 実施後       | 実施年月日   | 実施前（各町名ともその一部） |
| ------------ | ------------ | ---------------------------- |
| 緑が丘一丁目 | 1965年1月1日 | 緑ヶ丘                       |
| 緑が丘二丁目 | 1965年1月1日 | 緑ヶ丘                       |
| 緑が丘三丁目 | 1965年1月1日 | 緑ヶ丘                       |

## 世帯数と人口
2025年（令和7年）3月1日現在（目黒区発表）の世帯数と人口は以下の通りである。
| 丁目         | 世帯数    | 人口    |
| ------------ | --------- | ------- |
| 緑が丘一丁目 | 1,863世帯 | 3,288人 |
| 緑が丘二丁目 | 1,780世帯 | 3,211人 |
| 緑が丘三丁目 | 505世帯   | 840人   |
| 計           | 4,148世帯 | 7,339人 |

### 人口の変遷
国勢調査による人口の推移。
| 年                 | 人口  |
| ------------------ | ----- |
| 1995年（平成7年）  | 7,464 |
| 2000年（平成12年） | 7,389 |
| 2005年（平成17年） | 7,425 |
| 2010年（平成22年） | 7,060 |
| 2015年（平成27年） | 7,543 |
| 2020年（令和2年）  | 7,471 |

### 世帯数の変遷
国勢調査による世帯数の推移。
| 年                 | 世帯数 |
| ------------------ | ------ |
| 1995年（平成7年）  | 3,625  |
| 2000年（平成12年） | 3,776  |
| 2005年（平成17年） | 3,748  |
| 2010年（平成22年） | 3,576  |
| 2015年（平成27年） | 3,882  |
| 2020年（令和2年）  | 3,984  |

## 学区
区立小・中学校に通う場合、学区は以下の通りとなる（2025年4月現在）。
| 丁目         | 番地 | 小学校               | 中学校               |
| ------------ | ---- | -------------------- | -------------------- |
| 緑が丘一丁目 | 全域 | 目黒区立中根小学校   | 目黒区立目黒西中学校 |
| 緑が丘二丁目 | 全域 | 目黒区立緑ヶ丘小学校 | 目黒区立目黒西中学校 |
| 緑が丘三丁目 | 全域 | 目黒区立中根小学校   | 目黒区立目黒西中学校 |

## 産業

### 事業所
2021年（令和3年）現在の経済センサス調査による事業所数と従業員数は以下の通りである。
| 丁目         | 事業所数  | 従業員数 |
| ------------ | --------- | -------- |
| 緑が丘一丁目 | 83事業所  | 432人    |
| 緑が丘二丁目 | 169事業所 | 1,489人  |
| 緑が丘三丁目 | 41事業所  | 264人    |
| 計           | 293事業所 | 2,185人  |

#### 事業者数の変遷
経済センサスによる事業所数の推移。
| 年                 | 事業者数 |
| ------------------ | -------- |
| 2016年（平成28年） | 261      |
| 2021年（令和3年）  | 293      |

#### 従業員数の変遷
経済センサスによる従業員数の推移。
| 年                 | 従業員数 |
| ------------------ | -------- |
| 2016年（平成28年） | 1,678    |
| 2021年（令和3年）  | 2,185    |

### 商業
店舗
- ファミリーマート 緑が丘一丁目店、緑が丘駅前店
- ヤマダデンキ LABI LIFE SELECT 自由が丘

### 地主
『日本紳士録』によると、緑が丘の地主は栗山姓の人物がいる。

## 交通
南部に東急大井町線緑が丘駅が存在する。また西部では隣の自由が丘駅、南部では大岡山駅、東急目黒線奥沢駅もそれぞれ利用可能である。
東急バス（多摩01系統）が多摩川駅より緑が丘駅、都立大学駅を経て東京医療センターまでの路線バスを運行する。

## 施設
- 目黒区立第十一中学校
- 目黒区立中根小学校
- 目黒区立緑ヶ丘小学校
  - 西部地区プール
- 緑が丘文化会館
- 目黒区立緑が丘図書館
- 碑文谷警察署緑が丘交番

## 出身・ゆかりのある人物
- 栗山徳蔵（地主[16]、区会議員[17]）
- 浜木綿子（女優）
- 安原顯（編集者）
- 横田順彌（著作家）